# Rupee Ấn Độ
Rupee là đơn vị tiền tệ chính thức của Ấn Độ và cũng được lưu thông hợp pháp ở Bhutan, được lưu thông không chính thức nhưng khá phổ biến ở các địa phương Nepal giáp Ấn Độ. Nó có mã ISO 4217 là INR và hay được ký hiệu là Rs hoặc R$. Hồi tháng 5 năm 2009, Ngân hàng Dự trữ Ấn Độ (cơ quan quản lý rupee) đã tổ chức cuộc thi thiết kế ký hiệu cho rupee. Trong các phương ngữ khác nhau ở Ấn Độ, rupee có thể được phát âm là rupaya (tiếng Hindu), roopayi (tiếng Telugu và Kannada), rubai (tiếng Tamil), roopa (tiếng Malayalam) hay raupya. Ở một số bang phía Đông và Đông Bắc, người ta lại gọi rupee là takan, taka (tiếng Bengali), tôka (tiếng Assam), và tôngka ở Oriya, và ký hiệu là T. Đơn vị đếm bổ sung cho rupee là paisa. 1 rupee bằng 100 paisa.
Tiền giấy Rupee Ấn Độ có các loại mệnh giá 5, 10, 20, 50, 100, 500, 1.000 rupee. Tất cả các mệnh giá này ở mặt trước đều có hình chân dung của Mahatma Gandhi. Tiền kim loại rupee có các loại mệnh giá 50 paise (số nhiều của paisa), 1, 2, 5, 10 rupee.

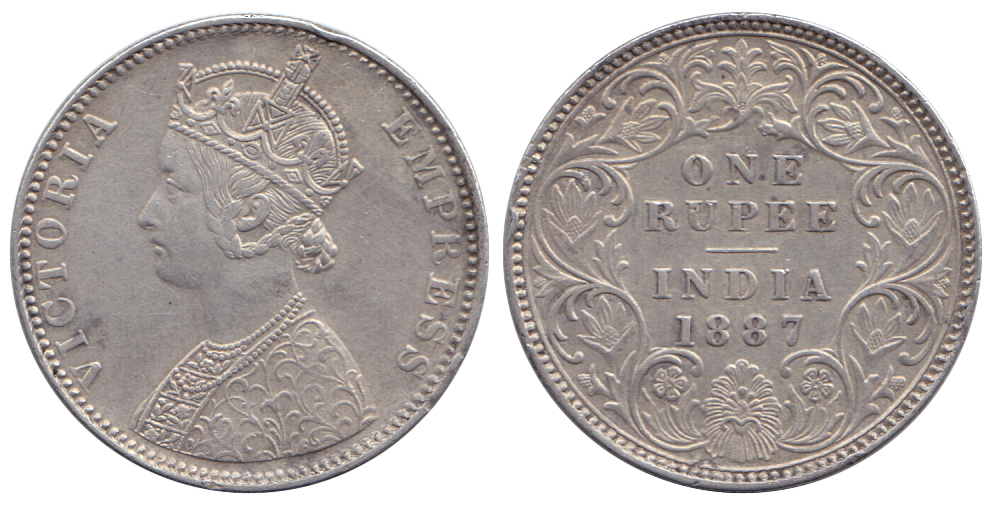
1887 Rupee. Raj thuộc Anh, Victoria. Bạc.

Mặc dù về cơ bản tỷ giá rupee do thị trường quy định, song Ngân hàng Dự trữ Ấn Độ vẫn can thiệp tích cực vào thị trường ngoại hối để sao cho tỷ giá hối đoái hiệu suất của rupee ít biến động. Trong thập niên 1990, rupee đã mất giá đáng kể so với đô la Mỹ. Hiện nay, khoảng gần 50 rupee đổi được 1 đô la Mỹ.

Năm 2016, thủ tướng Ấn Độ Narendra Modi ra lệnh rút toàn bộ những tờ bạc mệnh giá 500 và 1.000 rupee khỏi hệ thống lưu thông tiền tệ trong nước nhằm chống tham nhũng và trốn thuế. Người dân có thể đổi những tờ bạc cũ của họ để lấy những tờ bạc mới tại ngân hàng hoặc các bưu điện trong thời gian từ nay tới cuối năm, hoặc gửi tiền vào tài khoản của họ, nhưng các tờ bạc đó sẽ không còn giá trị lưu thông kể từ sau nửa đêm 8 tháng 11 năm 2016.